# هراوة (سلاح قانوني)

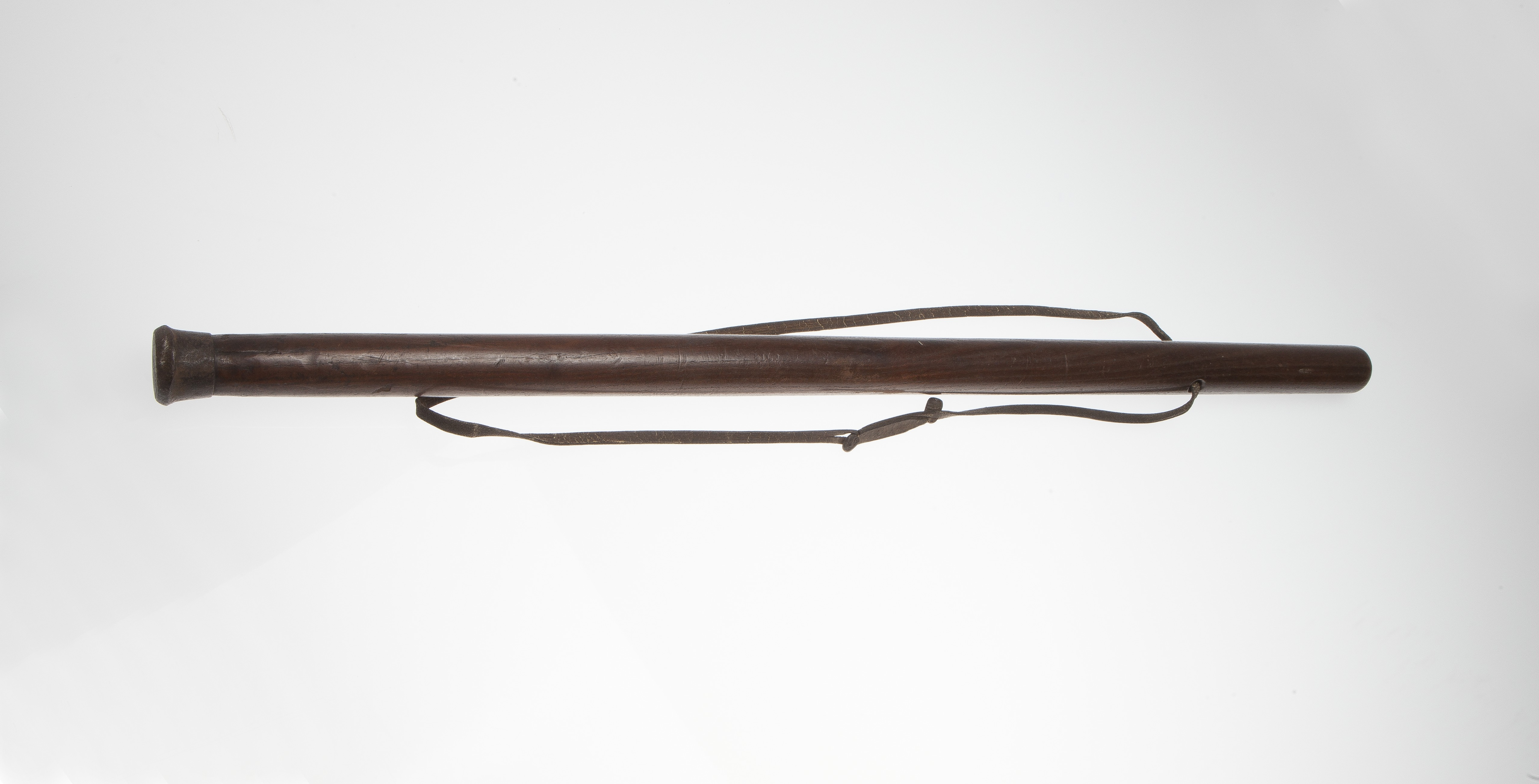

الهراوة هي هراوة مُخصصة للمكلفين بحماية القانون كالشرطة أو حراس السجون وغيرهم، وهي مصنوعة من المطاط والخشب والبلاستيك أو المعدن، وتشمل استخداماتها السيطرة على المتمردين قانونياً أو السجون وغيرهم.